# 11976 Josephthurn
11976 Josephthurn è un asteroide della fascia principale. Scoperto nel 1995, presenta un'orbita caratterizzata da un semiasse maggiore pari a 1,9791581 UA e da un'eccentricità di 0,0527299, inclinata di 21,68375° rispetto all'eclittica.